# كريستوف شاينر
كريستوف شاينر (بالألمانية: Christoph Scheiner)‏ (و. 1575 – 1650 م) هو فيزيائي، وعالم فلك، وأستاذ جامعي، ورياضياتي من ألمانيا.
توفي في نيسا ، عن عمر يناهز 75 عاماً.

## التعليم
تعلم في جامعة إنغولشتات

## مناصب وهيئات
أدار جامعة إنغولشتات.

## روابط خارجية
- كريستوف شاينر على موقع الموسوعة البريطانية (الإنجليزية)